# 고시바 마사토시
고시바 마사토시(일본어: 小柴 昌俊, 1926년 9월 19일 ~ 2020년 11월 12일)는 일본의 물리학자이다. ‘천체물리학 개척에 관한 공헌, 특히 우주 중성미자의 검출’에 대한 선구자적 공로를 인정받아 2002년에 노벨 물리학상을 받았다. 2004년에는 ‘고(高) 에너지 가속기 과학 장려회’가 고시바상을 제정하여 시상하고 있다.

## 약력
- 1926년 9월 19일 : 아이치현 도요하시시에서 태어남
- 1927년 : 1세 때 도쿄의 니시오쿠보에 이사
- 1933년 : 신주쿠 구립 오쿠보 초등학교에 입학
- 1939년 : 가나가와 현립 요코스카 중학교(현재의 가나가와 현립 요코스카 고등학교) 1학년 때 소아마비가 발병함
- 1944년 3월 : 중학교를 졸업
- 1944년 4월 : 도쿄 메이지 공업전문학교(현재의 메이지 대학 이공학부)에 입학
- 1945년 4월 : 구제 제1 고등학교(현재의 도쿄 대학 교양학부)에 입학
- 1948년 4월 : 도쿄 대학 이학부 물리학과에 입학
- 1951년 3월 : 도쿄 대학 물리학과를 졸업
- 1951년 4월 : 도쿄 대학 대학원 이학계 연구과에 입학(연구 테마는 《원자핵건판에 의한 소립자 실험학》)
- 1953년 9월 : 미국 로체스터 대학교로 유학
- 1955년 6월 : 로체스터 대학교에서 박사학위를 취득, 시카고 대학교 연구원으로 부임
- 1959년 : 일시 귀국해서 게이코와 결혼(중매는 도모나가 신이치로 부부), 다시 미국으로 건너간 후에 1남 1녀의 자녀를 둠
- 1962년 : 미국에서 귀국, 도쿄 대학 원자핵 연구소 조교수로 부임
- 1963년 : 도쿄 대학 이학부 물리학과 조교수로 부임
- 1967년 : 도쿄 대학에서 이학박사 학위를 취득, 논문 제목은 《초고에너지 현상의 통일적 해석》
- 1970년 3월 : 도쿄 대학 이학부 교수로 취임
- 1974년 : 도쿄대학 이학부 내에서 고에너지 물리학 실험 시설(현재의 도쿄 대학 소립자물리국제연구센터)을 설립, 시설장·센터장을 역임
- 1979년 : 양자붕괴의 검출을 주목적으로 기후현 가미오카 광산에 ‘카미오칸데’의 건설을 시작함
- 1983년 : ‘카미오칸데’가 완성돼 관측을 시작
- 1987년 2월 23일 : 오전 7시 35분 35초(협정 세계시)부터 대마젤란 은하내에서 일어난 초신성 1987A로부터의 중성미자를 ‘카미오칸데’가 검출
- 1987년 4월 1일 : 정년 퇴임
- 1987년 5월 : 도쿄 대학 명예교수
- 1987년 8월 : 도카이 대학 이학부 교수로 부임
- 1997년 3월 : 도카이 대학을 퇴직
- 2003년 : 헤이세이 기초과학재단을 설립해 이사장으로 취임

### 그 외의 직무
- 재단법인 고에너지 가속기과학연구장려회 평의원
- 재단법인 일본우주소년단 고문
- 사단법인 국제경제정책조사회 이사
- 재단법인 다카마쓰노미야비 암 연구기금 평의원
- 재단법인 간신에쓰 음악협회 이사

## 수상 경력
- 1985년 : 독일연방공화국 대십자공로훈장
- 1987년 : 아사히상
- 1997년 : 험볼트상
- 1997년 : 문화훈장
- 2000년 : 레이먼드 데이비스와 함께 울프 물리학상을 수상
- 2002년 : ‘천체물리학 개척에 관한 공헌, 특히 우주 중성미자의 검출’에 의한 공로로 레이먼드 데이비스와 함께 노벨 물리학상을 수상
- 2002년 : 스기나미구 명예 구민, 메이지 대학 명예 박사
- 2003년 : 레이먼드 데이비스와 함께 벤저민 프랭클린상을 수상
- 2003년 : 훈1등 욱일대수장 수상, 도쿄도 명예 도민

## 저서
- 《중성미자 천문학의 탄생》(고단샤 블루박스, 1989년) ISBN 978-4-06-132792-4
- 《중성미자 천체 물리학 입문》(고단샤 블루박스, 2002년) ISBN 978-4-06-257394-8※상기 저서의 개정판

### 역서
- Tomonaga, Shin-ichiro 《Quantum Mechanics》, Interscience Publishers(1962년, 도모나가 신이치로 《양자 역학 I, II》(미스즈 쇼보)의 영어 번역서)

## 같이 보기
- 카미오칸데